# Georg Kreuzer
Georg Kreuzer (* 24. Mai 1940 in Ziemetshausen; † 1. Juni 2022 ebenda) war ein deutscher Historiker und Archivar mit Forschungsschwerpunkten im Bereich der mittelalterlichen Kirchengeschichte und der bayerisch-schwäbischen Regionalgeschichte.
Nach seiner Promotion 1972 an der Universität Tübingen bei Horst Fuhrmann kam er 1974 zunächst als wissenschaftlicher Assistent an den Lehrstuhl für Mittelalterliche Geschichte der Universität Augsburg. Er habilitierte sich 1981/82 mit einer Arbeit über Heinrich von Langenstein und wurde dort 1989 zum außerplanmäßigen Professor ernannt. Von 1985 bis 2013 war er Schriftleiter der Zeitschrift des Historischen Vereins für Schwaben und von 1991 bis 2005 amtierte er als Kreisarchivar des Landkreises Günzburg. Im Jahr 1994 wurde er Mitglied der Schwäbischen Forschungsgemeinschaft. In deren Auftrag bearbeitete er zuletzt Regesten der Bischöfe und des Domkapitels von Augsburg im Zeitraum zwischen 1152 und 1184.
Kreuzer verfasste zahlreiche Artikel im Biographisch-Bibliographischen Kirchenlexikon (BBKL).
Georg Kreuzer war der ältere Bruder des Maschinenbauingenieurs Edwin Kreuzer.

## Schriften (Auswahl)
Monographien
- Die Honoriusfrage im Mittelalter und in der Neuzeit (= Päpste und Papsttum. 8), Stuttgart 1975.
- Heinrich von Langenstein – Studien zur Biographie und zu den Schismatraktaten unter besonderer Berücksichtigung der epistola pacis und der epistola concilii pacis (= Quellen und Forschungen aus dem Gebiet der Geschichte. Neue Folge 6), Paderborn/München/Wien/Zürich 1987 (online).
- Sebastian Schertlin (1496–1577) als Ortsherr von Burtenbach. Beiträge zu einer lutherischen Herrschaft im konfessionellen Zeitalter (= Heimatkundliche Schriftenreihe für den Landkreis Günzburg. 19), Günzburg 1996.
- Kurzbiographien der Günzburger und Krumbacher Bezirksamtmänner und Landräte 1862–1966 (= Heimatkundliche Schriftenreihe für den Landkreis Günzburg. 23), Günzburg 1999.

Herausgeberschaften
- Krumbach. Vorderösterreichischer Markt, bayerisch-schwäbische Stadt, 2 Bde., Krumbach 1993.
- Die autobiographischen Aufzeichnungen des Pfarrers Johann Nepomuk Kriehofer 1770–1836, Günzburg 2005.
- Ichenhausen von den Anfängen bis zur Gegenwart, 2 Bde., Ichenhausen 2007.
- Heinrich von Langenstein: Epistola pacis. Einleitung und historisch-kritische Edition, abgeschlossenes Manuskript – wird für den Druck vorbereitet (= Monumenta Germaniae Historica).